# Иван (футбольный клуб)
«Иван» — украинский футбольный клуб из Одессы. Основан в 1998 году. Выступал в Чемпионате Украины среди любителей. Клубные цвета: сине-белые.

## История
Команда создана в 1998 году. Первое время выступала в первенстве Беляевского района, представляя село Нерубайское.

## Достижения
- Чемпион Украины среди любителей 2005.
- Чемпион Одессы 2005.
- Обладатель Кубка Одессы 2005, 2006.
- Обладатель Суперкубка (Кубка кубков) Одессы 2006.
- Обладатель  Кубка Одесской области памяти Николая Трусевича 2004.
- Серебряный призёр чемпионата Одессы 2003.
- Бронзовый призёр чемпионата Одессы 2004, 2006.
- Неоднократный победитель первенства и Кубка Беляевского района.
- Призёр зимнего первенства Одессы.
- Участник финального турнира Кубка регионов УЕФА сезона 2006/07.

## «Иван» в чемпионате Украины среди любителей
В 2003—2007 годах команда играла в чемпионате Украины среди любителей. В 2005 году стала его победителем.
| Год    | Этап, группа                 | И  | В  | Н  | П  | РМ    | О  | Место  |
| ------ | ---------------------------- | -- | -- | -- | -- | ----- | -- | ------ |
| 2003   | Первый этап, 5 группа        | 8  | 3  | 2  | 3  | 10−11 | 11 | 3 из 4 |
| 2003   | Второй этап, 3 группа        | 8  | 4  | 1  | 3  | 14−11 | 13 | 2 из 5 |
| 2003   | Финальный турнир, группа «Б» | 3  | 1  | 1  | 1  | 6−4   | 4  | 3 из 4 |
| 2003   | Матч за 5 место              | 1  | 1  | 0  | 0  | 0−0   | 3  | 5 из 8 |
| 2004   | Первый этап, 5 группа        | 6  | 1  | 1  | 4  | 8−12  | 4  | 3 из 4 |
| 2004   | Второй этап, 2 группа        | 4  | 2  | 1  | 1  | 5−4   | 7  | 2 из 3 |
| 2004   | Финальный турнир, группа «Б» | 3  | 1  | 0  | 2  | 3−5   | 3  | 3 из 4 |
| 2004   | Матч за 5 место              | 1  | 1  | 0  | 0  | 0−0   | 3  | 5 из 8 |
| 2005   | Первый этап, 2 группа        | 8  | 3  | 1  | 4  | 10−9  | 10 | 3 из 4 |
| 2005   | Финальный турнир, группа «А» | 4  | 4  | 0  | 0  | 11−2  | 12 | 1 из 5 |
| 2006   | Первый этап, 5 группа        | 4  | 2  | 1  | 1  | 8−2   | 7  | 1 из 3 |
| 2006   | Второй этап, 4 группа        | 6  | 2  | 3  | 1  | 3−2   | 9  | 3 из 4 |
| 2007   | Первый этап, 4 группа        | 8  | 3  | 2  | 3  | 12−8  | 11 | 3 из 5 |
| 2007   | Второй этап, 3 группа        | 2  | 0  | 0  | 2  | 4−6   | 0  | 3 из 3 |
| Всего: | 5 турниров                   | 64 | 28 | 13 | 23 | 87−73 | 97 |        |

- Самая крупная победа: 6:1 («Бриз» Измаил, 15 июня 2006 года, Одесса)

## «Иван» в Кубке Украины среди любителей
В 2005 году команда выступила в Кубке Украины среди любителей, в котором дошла до полуфинала.
| Год  | Этап       | И | В | Н | П | РМ  | О |
| ---- | ---------- | - | - | - | - | --- | - |
| 2005 | 1/2 финала | 5 | 3 | 0 | 2 | 9−4 | 9 |

- Самая крупная победа: 4:0 («Альянс» Киев, 3 сентября 2005 года, Одесса)

## «Иван» в Кубке регионов УЕФА
В сезоне 2006/2007 команда играла в Кубке регионов УЕФА, пробившись в финальный турнир, проходивший в болгарских городах Сливен и Стара-Загора, в котором заняла 5-е место. Отборочный турнир проходил в Одессе.
| Дата            | Соперник     | Результат (авторы голов) |
| --------------- | ------------ | ------------------------ |
| 18 октября 2006 | «Центр»      | 1:0 (Егоров, 89)         |
| 20 октября 2006 | «Целье-Птуй» | 1:0 (Бачур, 49)          |
| 22 октября 2006 | Лихтенштейн  | 0:0                      |

| Дата            | Соперник       | Результат (авторы голов)                                       |
| --------------- | -------------- | -------------------------------------------------------------- |
| 20 июня 2007    | «Дольношлязки» | 1:2 (Балицки, 55 — св.в. — Очмански, 10 — пен. Садовски, 45+2) |
| 22 июня 2007    | «Авейро»       | 0:2 (Хавьер Сантуш, 16, 32)                                    |
| 26 октября 2000 | «Тичино»       | 1:0 (О.Войников, 20)                                           |

## Главные тренеры в истории клуба
- Владимир Родионов
- Сергей Булыгин
- Александр Спицын
- Андрей Пархоменко
- Сергей Марусин
- Александр Голоколосов
- Сергей Сухорученко

## Известные игроки
В список включены футболисты, которые выступали в высших дивизионах стран, а также игроки, которые провели за клуб не менее ста официальных матчей.
- Руслан Василькив (2005—2006)

Полный список футболистов, выступающих или выступавших за «Иван», о которых есть статьи в Википедии, см. здесь